# A la deriva (pel·lícula de 2009)
A la deriva és una pel·lícula espanyola dirigida per Ventura Pons l'any 2009, amb un guió adaptat de la novel·la Àrea de servei de Lluís-Anton Baulenas, i que tracta de la dificultat per relacionar-se malgrat la necessitat els uns dels altres. Fou rodada a Barcelona, Sant Vicenç de Montalt, Vallromanes i Mondou (Txad). Ha estat doblada al català.

## Argument
Anna ha tornat a Espanya després de passar dos anys treballant durament a Àfrica per a una ONG. Ha aconseguit una bona ocupació com a guarda de seguretat d'un exclusiu centre de salut barceloní, però la seva vida personal no va bé des que va trencar amb el seu marit. Obligada a anar-se'n de casa, Anna s'ha convertit en una nòmada urbana que viu en una caravana prestada. No obstant això, la seva rutina canvia quan comença una truculenta relació amb un jove malalt del seu centre, ingressat per ordre judicial.

## Repartiment
- Maria Molins...	Anna
- Radoczy Arpad 	...	Gustav
- Miquel Sitjar	 	...	Ricard
- Rosa Vila ...	Dèlia
- Cesc Pérez 	...	Ramon
- Ignasi Vidal	 	...	Joan
- Albert Pérez	 	...	Carducci
- Roger Coma	 ...	Giró
- Fernando Guillén	 ...	Arcadi
- Boris Izaguirre	...	Medignan
- Oriol Tramvia...	Tono

## Nominacions i premis
La pel·lícula formà part de la selecció oficial al 32è Festival Internacional de Cinema de Moscou tot i que va obtenir cap guardó. Als Premis Gaudí de 2010 Maria Molins fou nominada al Gaudí a la millor actriu, que tampoc va guanyar. Per contra, Boris Izaguirre va rebre el premi Uno de los Nuestros dels Premis YoGa de 2010.